# Амперсанд
Амперсандът е типографски знак за пунктуация.
Знакът е лигатура – комбинация от буквите на латинския еквивалент на съюза „И“ – „et“. Името на знака „амперсанд“ не се използвало до 19 век. То е вариант на английското „енд пер се енд“ (And per se and), което означава приблизително „и [символът] сам по себе си е [И]“. По класически маниер, когато английската азбука е била изричана, „per se“ обикновено предхождало букви, които могат да имат значението на завършени думи като „А“, „I“ и „О“. Дори нещо повече, амперсандът е бил част от азбуката, като е стоял в самия ѝ край: ...X, Y, Z, &, а при произнасяне: X, Y, Z „and per se and“. В резултат символът е присъствал в английските речници до средата на 19 век, наричан „амперсанд“ с едно изключение: шотландците наричали символа „епершанд“, което е производно на „et per se and“ използвайки оригиналното „et“ взето директно от латинския език.
Макар да е идентичен по смисъл със съюза „и“, амперсандът не е универсален заместител на съюза „and“ в английския език. Обичайно се употребява вместо съединителен съюз („и“) между равностойни лица или обекти, като например:
- в наименования на дружества, представляващи партньрство между двама и повече души, напр. Johnson & Johnson (Джонсън и Джонсън), Dolce & Gabbana (Долче и Габана), Tiffany & Co. (Тифани и Ко.);

- в утвърдени словосъчетания като Q&A (въпроси и отговори), R&B (ритъм енд блус), D&B (дръм енд бейс);
- за обозначаване на тясно сътрудничество между филмови сценаристи – според Гилдията на сценаристите в САЩ използването на амперсанд указва по-близко сътрудничество (двамата сценаристи са работили едновременно и заедно по създаването на сценарии) отколкото използването на съюза „and“ (двамата сценаристи са работили по различно време, на различно място и може изобщо да не са се консултирали помежду си)[3]; и др.

В клавиатурната подредба QWERTY амперсандът е над знака за числото 7.